# Cantó de Basse-Terre-1
El cantó de Basse-Terre-1 és una divisió administrativa francesa situat al departament de Guadalupe a la regió de Guadalupe.

## Composició
El cantó comprèn una fracció de la comuna de Basse-Terre.

## Administració
| Període                                  | Identitat          | Partit        | Qualitat |
| ---------------------------------------- | ------------------ | ------------- | -------- |
| 2001-2008                                | Brigitte Rodes     | OG-UMP        |          |
| 2008-2014                                | Henriette Solignac | Divers droite |          |
| Les dades anteriors no són pas conegudes |                    |               |          |